# Orden de Carlos XIII
La Orden de Carlos XIII (sueco: Carl XIII:s orden) es una orden al mérito sueca, fundada por el rey Carlos XIII en 1811.

## Membresía
El señor y gran maestre de la Orden es el rey de Suecia, actualmente su majestad el rey Carlos XVI Gustavo. La Orden sólo puede ser conferida a francmasones de la fe protestante. La afiliación a la orden comprende:
- Tres miembros clericales, invariablemente sacerdotes u obispos de la Iglesia de Suecia.
- Treinta miembros laicos y nunca más de siete miembros no suecos, cada uno en posesión del XI (honorario y más alto) grado del rito sueco de la francmasonería.
- Todos los príncipes de la Casa Real de Suecia son miembros desde su nacimiento, pero no pueden llevar la insignia a no ser que sean caballeros o comendadores de Cruz Roja de la Orden sueca de la francmasonería (por ello la insignia no es usada ni por Su Majestad, ni por Su Alteza Real el duque de Värmland, quiénes son caballeros de la Orden desde sus respectivos nacimientos).
- Príncipes extranjeros de sangre real pueden ser admitidos como miembros honorarios, si son también antiguos francmasones, de la orden sueca o de otra;  son miembros plenos de la Orden, pero no cuentan en lo referente a los límites de afiliación; S.A.R. el príncipe Eduardo, duque de Kent (Reino Unido) fue admitido en la Orden el 6 de noviembre de 2000.[1]

Nunca puede haber más de 33 personas que tengan la orden al mismo tiempo (los hombres de sangre real son adicionales).

## Insignia y regalia
La insignia consta de una cruz de San Jorge roja, en cuyo centro porta una medalla circular blanca con el monograma del institutor, dos letras C opuestas, circundantes a la cifra XIII, en oro. En el anverso tiene la letra B en oro dentro de un triángulo equilátero negro con bordes dorados. La cruz es superada por una corona dorada cerrada. La insignia es lucida alrededor del cuello, pendiente de una cinta roja.
| Venera arriba | Placa abajo | Clases                                        | Creación | Notas                                |
| ------------- | ----------- | --------------------------------------------- | -------- | ------------------------------------ |
|               |             | Caballero de la Orden de Carlos XIII (RCXIII) | 1811     | Las vestimentas están todavía en uso |

Los miembros utilizan una vestimenta ceremonial de caballero, introducida en 1822, y están armados.

## Imágenes
|                                                              |                                     |                             |                                                                        |                                                                                 |
| Carlos XIII con la cinta y la insignia de la Orden al cuello | Carlos XV con el traje de caballero | Vestimentas del rey Oscar I | Cristian X de Dinamarca con vestimentas masónicas y la Orden al cuello | Gustavo V con la cruz al cuello y una versión diferente de la placa en el pecho |